# Giáp Tuấn Dương
Giáp Tuấn Dương (sinh ngày 7 tháng 9 năm 2002) là một cầu thủ bóng đá chuyên nghiệp người Bắc Giang , hiện thi đấu ở vị trí hậu vệ trái hoặc trung vệ cho câu lạc bộ Công an Hà Nội tại V.League 1 và đội tuyển bóng đá quốc gia Việt Nam.

## Tiểu Sử
Giáp Tuấn Dương sinh năm 2022 tại Thanh Lâm, Lục Nam huyện Lục Nam tỉnh Bắc Giang trong một gia đình không ai theo con đường thể thao chuyên nghiệp. Được sự đồng ý của gia đình Tuấn Dương gia nhập Câu lạc bộ bóng đá Công an nhân dân (2008) vào năm 11 tuổi.

## Đời tư
Giáp Tuấn Dương đã kết hôn với Vũ Minh Anh,cả hai tổ chức đám cưới tháng 12/2023.

## Danh hiệu

### Câu lạc bộ
Công an nhân dân
- V. League 2:

 Vô địch: 2022
Công an Hà Nội
- V. League 1:

 Vô địch: 2023
- Cúp Quốc gia:

 Vô địch: 2024–25
- Siêu cúp Quốc gia:

 Vô địch: 2025